# Vic-de-Chassenay
 Vic-de-Chassenay  là một xã thuộc tỉnh Côte-d’Or trong vùng Bourgogne-Franche-Comté miền đông nước Pháp.